# Werner II de Habsbourg
Werner II de Habsbourg naît en 1100. En 1111, il est connu sous le nom de Werner III. À partir de  1141, il apparaît aussi sous le nom de Werner, landgrave de Haute-Alsace.
Il est le fils de Otton II, comte de Habsbourg dit le Docte et de Ida de Ferrette.
D'une épouse inconnue, il laisse :
- Adalbert III de Habsbourg dit Albert le Riche (1134 - 1199) ;
- Gertrude, mariée à Thierry III, fils de Thierry II, comte de Montbéliard ;
- Richenza († 1180), mariée à Louis Ier, comte de Ferrette.

Il meurt près de Rome d'une épidémie, le 19 août 1167.

## Sources
- Lanzelin de Habsbourg sur Medieval Lands (Foundation for Medieval Genealogy).